# ماركوس كولمان
ماركوس كولمان (بالإنجليزية: Marcus Coleman)‏ هو لاعب كرة قدم أمريكية أمريكي، ولد في 24 مايو 1974 في دالاس في الولايات المتحدة.

## وصلات خارجية
- ماركوس كولمان على موقع مرجع كرة القدم المحترفة.كوم (الإنجليزية)